# Comuna Krasnosillea, Volodîmîreț
Krasnosillea (în ucraineană Красносілля) este o comună în raionul Volodîmîreț, regiunea Rivne, Ucraina, formată din satele Krasnosillea (reședința), Lîpne și Zelene.

## Demografie
Componența lingvistică a comunei Krasnosillea
     Ucraineană (99,2%)
     Alte limbi (0,61%)
Conform recensământului din 2001, majoritatea populației comunei Krasnosillea era vorbitoare de ucraineană (99,2%), existând în minoritate și vorbitori de alte limbi.